# 米德韋海灘 (愛荷華州)
米德韋海灘（英語：Midway Beach）是位於美國愛荷華州馬斯卡廷縣的一個非建制地區。該地的面積和人口皆未知。

## 地理
米德韋海灘所處的海拔為高於海平面174米（即571英呎），而該地所採用的時區為UTC-6，即北美中部時區（CST）。同時該地設有夏令時間，為UTC-6調快一小時，即UTC-5（CDT）。